# Guus Meeuwis (album)
Guus Meeuwis is een muziekalbum van de Nederlands zanger Guus Meeuwis.

## Geschiedenis
Nadat Guus Meeuwis & Vagant eind 2001 besluiten hun wegen te scheiden, pakt Meeuwis het zingen al gauw weer op. Enkele van zijn oude bandgenoten, zoals broer Marc Meeuwis en schrijver-pianist Jan-Willem Rozenboom, trekt hij mee in zijn nieuwe avontuur. Laatstgenoemde schrijft met Meeuwis een geheel nieuw album, simpelweg getiteld Guus Meeuwis. Meeuwis' eerste solosingle Leve het leven wordt geschreven door Daniël Lohues, zanger van de Drentse band Skik. Deze is echter niet terug te vinden op het album. Als officiële eerste publicatie wordt gekozen voor het nummer Eerste lief, dat geen Top 40-hit wordt. Tweede single Brabant wordt enthousiast ontvangen door de Zuiderlingen. In 2007 ontstaat er een idee om het nummer om te dopen tot het officiële volkslied van de provincie Brabant. Er wordt op internet een website geplaatst waar men een petitie kan tekenen. Deze zal aangeboden worden aan de commissaris van de koningin in Brabant, Hanja Maij-Weggen. Daarna volgt nog de cover Ik wil je van de Belgische band De Kreuners. Ook deze single kan niet zorgen voor een nieuwe top 40-positie. De explosieve manier waarop de band in 1996 geïntroduceerd werd, lijkt een implosie geworden te zijn. De jarenlange zegeviering lijkt voorbij. Als laatste single wordt Hé zon uitgebracht.

## Trivia
- Mooi en Droom voor 't leven werden beide mede geschreven door Daniël Lohues, zanger van Skik. Bondgenoot schreef Meeuwis samen met Paskal Jakobsen, voorman van de Zeeuwse band BLØF. Voor haar is een cover van het gelijknamige nummer van cabaretier Frans Halsema. Op het album wordt hij ondersteund door accordeonist Tren van Enckevort van de Limburgse band Rowwen Hèze en Martijn Bosman, drummer van de Haagse rockband Kane.

## Tracklist
1. "Vannacht" (G. Meeuwis, J. Rozenboom, R. van Beek) – 4:13
2. "Eerste lief" (G. van Duijn, J. den Hollander) – 3:47
3. "Bondgenoot" (H. Kooreneef, P. Jakobsen) – 3:13
4. "Mooi" (G. Meeuwis, D. Lohues) – 3:31
5. "Ik wil je" (J. van Eykeren, W. Grootaers, E. Wauters, B. Bergen) – 3:33
6. "Dans" (G. Meeuwis, J. Rozenboom) – 3:10
7. "Droom voor 't leven" (D. Lohues, G. Meeuwis, A. Brouwers) – 3:28
8. "Brabant" (G. Meeuwis, J. Rozenboom) – 3:27
9. "Wees maar niet bang" (J. Batenburg, G. Meeuwis) – 3:23
10. "Als ik alleen ben" (J. Rozenboom, G. Meeuwis) – 3:00
11. "Ik mis haar" (G. Meeuwis, J. Rozenboom) – 3:35
12. "Voor haar" (J. Holmes, F. Halsema, M. van de Plas) – 2:56